# Brawn Rocks
Die Brawn Rocks sind eine markante, 5 km lange und isolierte Felsformation im ostantarktischen Viktorialand. Sie ragen rund 20 km südwestlich der Sequence Hills auf.
Der United States Geological Survey kartierte sie anhand eigener Vermessungen und Luftaufnahmen der United States Navy aus den Jahren von 1960 bis 1964. Das Advisory Committee on Antarctic Names benannte sie 1968 nach James E. Brawn (1932–2014), Flugzeugmaschinist der Flugstaffel VX-6 auf der McMurdo-Station im Jahr 1966.